# アルビオン (空母)
アルビオン（HMS Albion, R07）は、イギリス海軍の航空母艦・コマンド母艦（ヘリコプター揚陸艦）。セントー級航空母艦の2番艦。1954年就役、1973年退役。艦番号はR07、同名の艦としては8代目となる。

## 艦歴
1944年3月にスワン・ハンター社のベルファスト造船所で起工された。第二次世界大戦の終結を受けて建造はスローペースとなり、進水は1947年5月となった。
1949年10月18日、3隻のタグボートによりジャローからロサイスへ曳航されていたアルビオンは、ロングストーン灯台から4海里の地点でSS Maystoneと衝突した。衝突によりMaystoneは沈没、アルビオンは船尾に20.9 m2の破口を生じ、浸水が始まった。タグボートはアルビオンの沈没を避けるため、セント・アバズ・ヘッド付近の海岸へ乗り揚げさせようとしたが、曳航索がプロペラの推進軸に絡まり失敗した。救援のためロサイスから曳船 HMS Restive と駆逐艦 HMS St. James が送られ、絡まった曳航索を取り除いて、アルビオンをロサイスへ曳航することに成功した。機関室には1.5mの浸水があった。
1951年に竣工する予定であったが、衝突事故の影響もあり完全な完成は1954年5月まで遅れた。起工時は、従来の直線式飛行甲板を有する計画であったが、建造中の改設計により、竣工時にアングルド・デッキを装備していた。
1954年に就役、同年9月には地中海艦隊に配属されている。1956年には第二次中東戦争に参加し、英仏軍の侵攻に対し航空機の援護を提供している。1958年には試験的な運用として、イギリス海兵隊の兵員・車両・機材を搭載し、中東方面へ展開している。その後も、極東やオーストラリアなど、各地に航行・展開した。
1961年に固定翼機に対応する航空艤装を取り外し、コマンド母艦に改装される。これは、ヘリコプターによる兵員の揚陸を行う揚陸艦であった。1962年に再就役し、ヘリコプターと海兵隊を搭載して極東方面へ展開、ボルネオ島における共産主義ゲリラの掃討の支援任務を行った。1967年にはアデンからのイギリスの撤退を援護し、1971年のシンガポールにあったイギリス極東艦隊の解散の時まで、そこに配備されていた。
1973年に退役し、一時は北海油田用の重量物輸送船にする計画もあったが、それは中止され、スクラップにされた。
最終時期の搭載機は次の通り
- 806 sqn. ホーカー シーホークFGA6艦上戦闘機8機
- 894 sqn. シーベノムFAW.21全天候戦闘機12機
- 849 sqn. D flt. スカイレイダーAEW.1早期警戒機4機
- 815 sqn. ホワールウィンドHAS.7対潜哨戒ヘリコプター8機
- Ships Flight ドラゴンフライHR.5捜索・救難ヘリコプター1機